# 국제 바칼로레아
국제 바칼로레아(영어: International Baccalaureate, IB)는 1968년에 스위스 제네바를 기반으로 설립된 교육기관이다. 국제 바칼로레아는 3살부터 19살까지의 학생들에게 3가지의 교육 프로그램을 제공한다.

## 국제 바칼로레아의 교육 프로그램
- IB 초등 교육 프로그램 (IB Primary Years Programme)
- IB 중등 교육 프로그램 (IB Middle School Years Programme)
- IB 디플로마 (Diploma Programme)

### 국제 바칼로레아 디플로마 프로그램/Diploma Programme
학생들이 흔히 말하는 IB(아이비)는 16살부터 19살까지의 학생들을 위한 국제 바칼로레아 디플로마 프로그램(International Baccalaureate Diploma Programme)을 말한다. 국제 바칼로레아 디플로마 프로그램은 2년에 걸쳐하는 고교과정이며 매년 5월과 11월에 수능과 같은 개념의 시험이 치러진다. 그리고 각 과목별로는 Internal Assessment (IA)라는 수행평가가 성적의 일부를 차지하며, 이는 2년의 이수기간 동안 시험을 치기 전에  끝내게 되어 있다. Internal Assessment와 External Assessment를 합쳐 점수를 내며, 각 과목은 1점부터 7점까지 점수를 받게 된다. TOK(Theory of Knowledge)와 EE(Extended Essay)를 합쳐 최대 3점의 점수를 더 받을 수 있어, IB Diploma의 총점은 45점이다. IB Diploma를 통과하기 위해서는 최소한 총점 24점을 받아야 하며 6과목 모두 3점 이상이어야 한다.

#### 과목
학생들은 프로그램을 시작하기 전, 심화과정인 하이어 레벨(Higher level) 3개와 기본과정인 스탠다드 레벨(Standard level) 3개를 아래의 그룹들에서 하나씩 선택한다. 하이어 레벨을 네 개까지 고를 수 있다.
- 그룹 1: 언어 A1. 학생의 모국어. 국제 바칼로레아 디플로마 프로그램에서는 80여개의 언어가 제공된다.
- 그룹 2: 제 2 외국어. A2와 B로 두 가지의 레벨이 제공된다. (2011년 9월부터 A2 과정은 사라지게 된다.)
- 그룹 3: 사회 과학. 비즈니스, 경제학, 지리학, 역사, 국제 정치, 철학, 심리학, 국제 사회에서의 국제 기술
- 그룹 4: 자연 과학. 화학, 생물, 물리, 환경과학, 디자인 기술, 컴퓨터 과학
- 그룹 5: 수학. Analysis & Approaches SL / HL, Applications & Interpretation SL / HL, 로 네 가지의 레벨이 제공된다.
- 그룹 6: 예술. 음악, 연극, 미술, 영화, 무용. 학생들은 이 그룹에서는 예술과목을 택하지 않은 학생은 학교에서 제공해주는 그룹 1~4의 과목 중 하나를 추가로 택할 수 있다.

그 외, 학생들은 국제 바칼로레아 디플로마 프로그램을 수료하기 위해 다음 세 개의 요건을 충족시켜야 한다.
- 논문(Extended Essay, EE): 학생들은 독자적인 연구와 추론을 통해 4000단어 미만의 에세이를 써서 제출한다.
- Theory of Knowledge(TOK): 철학, 도덕, 논술 등을 통합하여 비판적이고 이성적인 사고를 가르치는 교육 과정. 100시간의 수업을 이수하고 1,200-1,600 단어의 에세이와 하나의 프레젠테이션을 완성한다.
- 봉사와 교외 활동(Creativity Action Service, CAS): 학생들은 교과 과정에 포함되지 않은 새로운 것을 배우는 Creativity 50시간, 물리적인 운동을 하는 Action 50시간, 그리고 봉사하는 Service 50시간을 2년에 걸쳐 한다.

#### 입시
국제 바칼로레아 디플로마는 75개 국에 있는 2000개가 넘는 대학에서 인정해 주고 있다. 영국에서는 대학 지원시 전공을 공표할 때 국제 바칼로레아 디플로마의 과목을 중시하며 입학을 허가할 때에는 국제 바칼로레아 디플로마 시험에서 최소 몇 점을 받아야 된다는 조건을 제공한다. 미국의 경우 입시 때는 국제 바칼로레아 디플로마가 크게 작용하지는 않지만, 하이어 과목에 한해서는 미국의 대학과목 선이수제 Advanced Placement(AP)와 동일한 취급을 해준다. 대한민국에서는 서울대학교와 KAIST, 연세대학교 등의 대학들이 해외에서 고교과정을 이수한 학생들의 입시 조건으로 인정해 준다.

## 나라 목록

### 국제 바칼로레아 학교가 있는 나라
괄호 안의 숫자는 학교 수이다.

#### 아시아
- 네팔(3)
- 대한민국(30)
- 동티모르(1)
- 라오스(1)
- 레바논(21)
- 마카오(3)
- 말레이시아(35)
- 몽골(3)
- 미얀마(2)
- 바레인(12)
- 방글라데시(8)
- 베트남(15)
- 브루나이(2)
- 사우디아라비아(23)
- 스리랑카(1)
- 싱가포르(38)
- 아랍에미리트(51)
- 아르메니아(3)
- 아제르바이잔(7)
- 오만(7)
- 요르단(20)
- 우즈베키스탄(1)
- 이라크(6)
- 이란(6)
- 이스라엘(3)
- 인도(184)
- 인도네시아(58)
- 일본(85)
- 조지아(3)
- 중화민국(8)
- 중화인민공화국(200)
- 카자흐스탄(9)
- 카타르(17)
- 캄보디아(5)
- 쿠웨이트(4)
- 키르기스스탄(2)
- 키프로스(4)
- 태국(26)
- 튀르키예(84)
- 파키스탄(29)
- 팔레스타인(2)
- 필리핀(22)
- 홍콩(67)

#### 유럽
- 건지섬(1)
- 그리스(19)
- 네덜란드(26)
- 노르웨이(41)
- 덴마크(21)
- 독일(84)
- 러시아(50)
- 루마니아(7)
- 룩셈부르크(4)
- 라트비아(7)
- 리투아니아(10)
- 맨섬(1)
- 모나코(1)
- 몬테네그로(1)
- 몰타(2)
- 벨기에(10)
- 보스니아 헤르체고비나(3)
- 북마케도니아(4)
- 불가리아(9)
- 세르비아(6)
- 스웨덴(37)
- 스위스(54)
- 스페인(147)
- 슬로바키아(5)
- 슬로베니아(4)
- 아이슬란드(1)
- 아일랜드(5)
- 안도라(3)
- 알바니아(3)
- 에스토니아(6)
- 영국(130)
- 오스트리아(17)
- 우크라이나(3)
- 이탈리아(37)
- 저지섬(1)
- 체코(14)
- 크로아티아(4)
- 포르투갈(12)
- 폴란드(59)
- 프랑스(20)
- 핀란드(21)
- 헝가리(8)

#### 아메리카
- 과테말라(4)
- 니카라과(2)
- 도미니카 공화국(4)
- 멕시코(123)
- 미국(1891)
- 미국령 버진아일랜드(1)
- 바베이도스(1)
- 바하마(3)
- 버뮤다(3)
- 베네수엘라(12)
- 볼리비아(3)
- 브라질(44)
- 신트마르턴(1)
- 아르헨티나(58)
- 앤티가 바부다(1)
- 앵귈라(1)
- 에콰도르(254)
- 엘살바도르(4)
- 영국령 버진아일랜드(1)
- 온두라스(1)
- 우루과이(11)
- 자메이카(2)
- 칠레(29)
- 캐나다(376)
- 케이맨 제도(4)
- 코스타리카(48)
- 콜롬비아(49)
- 쿠바(1)
- 퀴라소(1)
- 트리니다드 토바고(1)
- 파나마(5)
- 파라과이(4)
- 페루(72)
- 푸에르토리코(2)

#### 아프리카
- 가나(8)
- 가봉(3)
- 나미비아(1)
- 나이지리아(5)
- 남아프리카 공화국(9)
- 니제르(1)
- 레소토(1)
- 르완다(1)
- 마다가스카르(1)
- 말라위(1)
- 말리(1)
- 모로코(13)
- 모리셔스(5)
- 모잠비크(4)
- 보츠와나(2)
- 부르키나파소(2)
- 세네갈(5)
- 수단(2)
- 앙골라(1)
- 에리트레아(1)
- 에스와티니(1)
- 에티오피아(3)
- 우간다(4)
- 이집트(31)
- 잠비아(3)
- 짐바브웨(1)
- 카메룬(4)
- 케냐(8)
- 코트디부아르(3)
- 콩고 민주 공화국(3)
- 탄자니아(6)
- 토고(2)
- 튀니지(2)

#### 오세아니아
- 뉴질랜드(27)
- 솔로몬 제도(1)
- 오스트레일리아(203)
- 파푸아뉴기니(1)
- 피지(2)

### 국제 바칼로레아 학교가 없는 나라
- 가이아나
- 감비아
- 그레나다
- 기니
- 기니비사우
- 나우루
- 남수단
- 니우에
- 도미니카 연방
- 라이베리아
- 리비아
- 리히텐슈타인
- 마셜 제도
- 모리타니
- 몰도바
- 몰디브
- 미크로네시아 연방
- 바누아투
- 바티칸 시국
- 베냉
- 벨라루스
- 벨리즈
- 부룬디
- 부탄
- 사모아
- 산마리노
- 상투메 프린시페
- 세이셸
- 세인트루시아
- 세인트빈센트 그레나딘
- 세인트키츠 네비스
- 소말리아
- 수리남
- 시리아
- 시에라리온
- 아이티
- 아프가니스탄
- 알제리
- 예멘
- 적도 기니
- 조선민주주의인민공화국
- 중앙아프리카 공화국
- 지부티
- 차드
- 카보베르데
- 코모로
- 코소보
- 콩고 공화국
- 쿡 제도
- 키리바시
- 타지키스탄
- 통가
- 투르크메니스탄
- 투발루
- 팔라우